# Kiideva
Kiideva (Duits: Kiwidepäh) is een plaats in de Estlandse gemeente Haapsalu, provincie Läänemaa. De plaats heeft de status van dorp (Estisch: küla).
Tot in oktober 2017 behoorde Kiideva tot de gemeente Ridala. In die maand werd Ridala samengevoegd met de stad Haapsalu tot de gemeente Haapsalu.

## Bevolking
De ontwikkeling van het aantal inwoners blijkt uit het volgende staatje:
| Jaar            | 2000 | 2011 | 2017 | 2019 | 2020 | 2021 |
| --------------- | ---- | ---- | ---- | ---- | ---- | ---- |
| Aantal inwoners | 43   | 35   | 51   | 50   | 50   | 56   |

## Ligging
Kiideva ligt aan de Baai van Matsalu, een inham van de Oostzee die de zuidgrens van de gemeente Haapsalu vormt. Bij Kiideva begint het schiereiland Puise (Estisch: Puise poolsaar), vernoemd naar de plaats Puise, het westelijke buurdorp van Kiideva. Het dorp ligt in het Nationaal park Matsalu.
De plaats heeft een kleine haven zonder faciliteiten, Kiideva sadam.

## Geschiedenis
Snorri Sturluson vertelt in zijn Ynglinga saga, een onderdeel van de Heimskringla, hoe de mythische Zweedse koning Ingvar rond 600 sneuvelde in de strijd tegen de Esten bij een plaats genaamd at steini, ‘bij een steen’. Kiwidepäh, de Duitse naam voor Kiideva, is afgeleid van kividepää, ‘stenen hoofd’. Het is goed mogelijk dat ‘at steini’ Kiideva is.
In 1614 werd bij Kiideva een landgoed gesticht. In 1671 stond het bekend onder de naam Kidipe, in 1688 als Kiwidipeh. Met Hallick (Allika) vormde Kiwidepäh een tijdlang één landgoed. In 1765 werden ze samen genoemd als Kiwidepaeh und Hallick. In 1782 werd Kiwidepäh weer genoemd als apart landgoed Kidepäh of Kidepeh. In 1796 was er nog sprake van een landgoed Hallik, maar in een inventarisatie van de landgoederen uit 1840 werd het niet meer vermeld. Kiwidepäh bleef tot in 1919 een apart landgoed. Het heeft vele eigenaren gehad. In 1910 kwam het in handen van Hugo von Toll, maar bij de onteigening door het onafhankelijk geworden Estland in 1919 was een zekere Pinkowski de eigenaar.
Het landhuis van het landgoed, een houten gebouw met twee woonlagen, bestaat nog, maar wel in verwaarloosde staat. Het dateert uit de 19e eeuw.
Het buurdorp Koidu werd in 1977 bij Kiideva gevoegd. In 1997 werd het weer een zelfstandig dorp, maar een deel bleef bij Kiideva. Dit deel van Kiideva wordt wel Lopi genoemd. Het zuidelijk deel van Kideva heet Kalaküla.